# Jurupa Valley
Jurupa Valley je město nacházející se v okrese Riverside County ve státě Kalifornie ve Spojených státech amerických. Město se nachází na severu a na západě od řeky Santa Ana. V Riverside County sousedí s městy Eastvale, Norco, Riverside a v navazující San Bernardino County sousedí s městy Ontario, Fontana, Rialto a Colton. Jde o šesté největší město v Riverside County, 64. největší město v Kalifornii a 304. největší město ve Spojených státech amerických. 
K roku 2020 zde žilo 105 053 obyvatel. S celkovou rozlohou 113 km² byla hustota zalidnění 945 obyvatel na km². Město (anglicky city) oficiálně vzniklo až v červenci 2011. V roce 2024 byl starostou Jurupa Valley Guillermo Silva.